# Montboillon
Montboillon település Franciaországban, Haute-Saône megyében. Lakosainak száma 299 fő (2022. január 1.). Montboillon Oiselay-et-Grachaux, Bonnevent-Velloreille, Bucey-lès-Gy, Cordonnet, Étuz és Gézier-et-Fontenelay községekkel határos.

## Népesség
A település népességének változása:
| Lakosok száma | 250  | 255  | 269  | 270  | 278  | 278  | 281  | 290  | 299  |
|               | 2013 | 2015 | 2016 | 2017 | 2018 | 2019 | 2020 | 2021 | 2022 |